# Starscream
Starscream (Astrum nel vecchio doppiaggio italiano della G1) è un personaggio immaginario e antagonista secondario della serie Transformers, nonché il primo ufficiale della fazione dei Decepticon in cui non è gradito, e che alla fine cercherà più volte di tradire Megatron e di prendersi il potere del comando. In alcune serie ha due fratelli gemelli, Skywarp e Thundercracker. Nella serie Transformers: Prime (per la precisione nella continuity "Aligned") viene fatto intendere che sia il discendente di Liege Maximo, uno dei tredici Prime originali.

## Animazione

### Transformers Generation 1(1984-1987)

#### Transformers (serie animata)(Stagioni 1 e 2)
Durante le serie G1 Starscream servirà la causa dei Decepticons, sotto il comando, non gradito, di Megatron. Più volte cercherà di usurpare il potere al suo comandante, che puntualmente lo smaschera e dopo le più assurde scuse decide di non smontarlo o distruggerlo. La volta in cui più ci andrà vicino sarà durante l'episodio "La brigata di Starscream" dove riuscirà a impiantare le coscienze di reclusi Cybertroniani in veicoli terrestri costruendosi una piccola armata, che chiama Combacticon. La cosa finirà poi per sfuggirgli di mano e dovrà ricorrere all'aiuto di Megatron per fermarli, e tutti e sei i congiurati finiscono in esilio di conseguenza per un certo tempo.
Dall'altro lato, Starscream è uno scienziato capace, vecchio collega di Skyfire (Aquila nel doppiaggio originale, a cui propone di diventare il secondo in comando quando Starscream comanderà, prima che Skyfire sposi la causa degli Autobot), e si avvale delle sue conoscenze non solo per ricreare l’armata suddetta, ma anche per accorgersi di falle nei piani che Megatron non vede, come nella puntata "La guerra dei Dinobot". In assenza di Megatron, peraltro, riesce anche a comandare e portare avanti i piani di saccheggio e conquista, e in un’altra puntata riesce a metter al tappeto Optimus Prime ed Elita One, i due comandanti degli Autobot, e fa per ucciderli prima che un’idea di Shockwave dia indirettamente ai due Autobot l’opportunità di fuggire.

#### Transformers - The Movie(film) (1986)
Dopo la sconfitta subita ad Autobot City sulla Terra, durante la fuga nello spazio verso un luogo sicuro a bordo di Astrotrain, i Decepticon si liberano dei loro compagni feriti, ormai considerati "zavorra" in quanto il troppo peso non farebbe loro raggiungere nessun pianeta dove rifugiarsi. Starscream ne approfitta così per abbandonare nello spazio Megatron e i suoi compagni Skywarp, Thundercracker e gli Insecticons, dopodiché si autoproclama nuovo leader dei Decepticons. In seguito, giunti su un planetoide remoto, fa predisporre una cerimonia di incoronazione, alla fine della quale però arriverà Galvatron (Megatron riformattato da Unicron) che, senza pensarci due volte, e molto probabilmente facendosi riconoscere come Megatron, cannoneggia a morte Starscream, riprendendosi il comando.

#### Transformers (serie animata)(Stagione 3)
Starscream appare come fantasma in diversi episodi, fino a riuscire ad ottenere un nuovo corpo dalla testa di Unicron, in cambio di nuovi pezzi di ricambio per ricostruirsi attraverso la connessione al pianeta Cybertron. In uno scontro infine è scagliato nello spazio e non appare più.

### Rombi di tuono e cieli di fuoco per i Biocombat(1996-1999)
Troviamo Starscream anche in Beast Wars (in Italia Biocombat). Si tratta dello stesso personaggio G1, ormai ucciso nel lontano passato, di cui sopravvive solo la scintilla vitale (da qui il nome Scintillor nell'edizione italiana di Beast Wars). La scintilla viaggiò non solo nello spazio ma anche nel tempo, finendo all'epoca delle guerre animali, in cui si impossessò del corpo di Waspinator.
Si tenga presente che le saghe Beast Wars sono presentate come prosieguo della continuity americana della Generation 1 (stagione 1- stagione 2-film del 1986- stagione 3- Rebirth) ma si vede che Cybertron, a differenza della fine "ufficiale" della continuity (che è appunto il trittico Rebirth), è andato distrutto tempo prima dell'inizio di Beast Wars: quindi non è chiaro se Beast Wars inizi nel medesimo universo della serie originale, molti anni dopo e con la distruzione di Cybertron, o in un universo parallelo a questa (e sempre alternativo alla continuity giapponese Headmaster-Masterforce) che ha visto la fine di Cybertron.

### Beast Wars II(1998-1999)
In Beast Wars II (inedito in Italia) Starscream rappresenta il braccio destro dei comandanti Predacon/Destron Galvatron e Megastorm. Questo personaggio non è lo stesso Starscream G1, però anch'esso come il suo omonimo cerca di tradire i suoi capi per prenderne il posto. Dopo un'immersione nell'Algomois puro, viene riformattato in Helscream (con la modalità alternativa di un cyber squalo).

### Trilogia Unicron(2002-2005)
In Transformers: Armada Starscream, a differenza di G1, risulta più fedele a Megatron ma lo disprezza ugualmente e viene sovente messo contro di lui da Sideways e Thrust (araldi/servi di Unicron) per sottrargli le potenti armi Minicon. Ma Starscream viene toccato dalla bontà degli umani e si sacrifica combattendo Unicron, finendo disintegrato. La sua morte, tuttavia, non è vana perché convince Megatron del pericolo di Unicron e quindi della necessità di una tregua con gli Autobots.
In Transformers: Energon il fantasma di Starscream, dopo essersi teletrasportato alla sua base dall'alieno Alpha Q, viene riformattato da Megatron, rendendolo più ubbidiente e fedele rispetto a prima. In seguito all'immersione nel super energon sotterraneo di Cybertron, Starscream ottiene un nuovo corpo più stabile, conservando ancora i poteri di teletrasporto. Quando Galvatron (versione rinnovata di Megatron) si sacrifica nel sole artificiale creato da Primus per eliminare la scintilla di Unicron dentro di sé, Starscream pensa bene di seguirlo e finisce anch'esso sacrificato.
In Transformers: Cybertron Starscream riuscì a liberarsi dal collasso del sole artificiale insieme a Megatron, dimenticando il suo recente passato e ripristinando la sua personalità. Lo stesso Decepticon inizia a tramare per ottenere il potere delle Chiavi Planetarie, riuscendo ad acquisire un potentissimo e gigantesco corpo. Starscream continuò a crescere ulteriormente dopo aver incanalato il potere del raggio di Primus, ma viene comunque sconfitto. Starscream infine si scontrò con Galvatron e la potenza liberata dai due nella battaglia fu tale da spedire il primo in un'altra dimensione.

### Transformers Animated(2007-2009)
Nella versione animata del 2007 questo Decepticon si trasforma in un jet futuristico (il cartone è ambientato nel XXII secolo), e assomiglia al suo omonimo della G1 sia nel design, sia nella personalità e nelle ambizioni, competente, egocentrico ed infido. È involontariamente comico in questa incarnazione e la sua sfortuna è uguale se non maggiore alla sua controparte animata della G1; in compenso è tutt'altro che vile (sebbene uno dei suoi cloni, Skywarp, è presentato come l'incarnazione della sua codardia) ed è un guerriero eccellente, dal momento che quasi da solo ha combattuto contro tutti gli Autobots in una battaglia per l'Allspark (riesce a tenere testa a 5 di loro fra cui Optimus Prime, il migliore dell’Accademia Autobot a suo tempo), ma la sua capacità non basta a battere Megatron (che esce sempre illeso, mentre a Starscream è bastata una fucilata per metter a terra il comandante nemico Ultra Magnus). Nella prima puntata pone una bomba su Megatron, che danneggia il leader dei Decepticon senza ucciderlo, e credendo Megatron morto si autoproclama leader, ironicamente rimanendo solo perché i compagni Lugnut, Blackarachnia e Blitzwing fuggono nello spazio. All'esplosione dell'Allspark, Strascream perde il segnale di questo e rimane solo per 50 anni, finché non ne intercetta il segnale energetico: atterra sulla Luna e prova invano a sottrarre l'Allspark alla squadra di Optimus, a Detroirt, vantandosi di aver ucciso Megatron (questa confessione, registrata dai media, viene vista da Megatron poco tempo dopo), e riesce a tenere testa ai 5 robot pur non vincendo. Più tardi impone a Lugnut e Blitzwing, giunti a Detroit sulla scia dell'Allspark, di unirsi a lui, e appena Megatron riesce a costruirsi giustizia il traditore con l'energia dell'Allspark che è racchiusa nella chiave di Sari Sumdac.  
Nella seconda stagione, il Transformer viene poi risuscitato un frammento di Allspark incastratoglisi sulla fronte, e Starscream dà prova di grande perseveranza con numerosi tentativi di eliminare Megatron, e sempre ucciso (il leader dei Decepticon, a differenza che in altre continuity, evidentemente trova che le capacità di Starscream non sono paragonabili alle sue ambizioni e quindi al pericolo che costituisce per Megatron), prima e dopo la distruzione da parte del leader Decepticon. Per ovviare a ciò prima si procura numerose protoforme, che anima con la sua scheggia di Allspark dalle quali ottiene dei suoi cloni identici con cui tenta di uccidere Megatron, poi assembla una piccola squadra di ulteriori cloni (Skywarp, Thundercracker, Sunstorm, Ramjet  e Slipstream) che aizza contro Megatron a fine stagione 2, fino ad essere decapitato da Masterson e la sua testa lanciata nello spazio insieme a Megatron incatenato.
A inizio stagione 3, il Seeker ritorna in azione, prendendo il controllo di una nave e attivando numerosi cloni che aveva costruito per sostenerlo, ma quasi tutti i suoi cloni meno Slipstream sono catturati dagli Autobot. Per mezzo di una tecnica ninja eseguita da Prowl, perde il frammento di Allspark che lo mantiene in vita e muore definitivamente, mentre Slipstream scompare dalla narrazione.
Nella versione giapponese di Transformers Animated, la storia è stata modificata per renderlo un prequel al film cinematografico del 2007, Transformers. Ciò rende questa versione di Starscream la stessa del personaggio cinematografico.

### Transformers: Prime(2010-2013)
Starscream è uno dei principali membri del gruppo di Decepticon nella serie in CGI Transformers: Prime. In questa serie è un personaggio molto più oscuro e malvagio, ma ugualmente comico, ed è fisicamente e caratterialmente molto diverso dalle sue versioni precedenti se non solo in parte per la sua personalità, per i suoi modi di fare e per la sua enorme sfortuna. Dimostra un grande disprezzo per i Decepticon che non scelgono una modalità di volo, come Knockout, e si vanta molto spesso di aver ucciso l'indifeso e disarmato Cliffjumper, ragion per cui è stato quasi fatto a pezzi da Arcee, partner e grande amica di questo. Nella prima stagione si vede Starscream prendere temporaneamente il comando dei Decepticon e cercare molte volte di evitare il risveglio (e successivamente le ire) di Megatron, tenuto in stasi dal sottoposto: il Seeker rimuove da Megatron l'Energon oscuro che si era incastrato in Megatron e dava energia al corpo di questo, e quindi lascia Megatron in rianimazione e assume di nuovo il comando; tempo dopo Megatron appena riesce a controllare Bumblebee si procura altro Energon Oscuro, guarisce il proprio corpo e punisce Starscream, passando il ruolo di vicecomandante alla cacciatrice di taglie Airachnid. La seconda stagione lo vede invece protagonista di una serie di tentativi falliti per rubare le Chiavi Omega, perdendo temporaneamente la capacità di trasformarsi, che gli verrà ripristinata solo quando eventualmente sceglie di ritornare dai Decepticon giurando eterna, e stranamente sincera, fedeltà a Megatron, che lo risparmia e lo mette a capo di una sua armata. La terza stagione e il film lo mostrano come estremamente fedele a Megatron ma in aperta rivalità con Shockwave, al pari di Knockout che però in seguito lascia Starscream per unirsi agli Autobot. Alla fine della serie viene dato per morto, apparentemente ucciso dai Predacon.

### Transformers: Robots in Disguise(2015-2017)
Dopo gli eventi del film d'animazione televisivo "Transformers Prime Beast Hunters: Predacons Rising" Starscream è stato ritenuto morto a causa di 3 Predacon (Predaking, Darksteel e Skylinx). Durante la serie viene menzionato solo una volta da Sideswipe dopo aver visto Bumblebee fare l'imitazione di Optimus Prime (credeva che Bumblebee stesse imitando Starscream). Nella terza stagione della serie si scopre che Starscream è ancora vivo, con un aspetto e uno schema di colori simile alla controparte G1, e che in qualche modo e riuscito a scappare da Predaking, Darksteel e Skylinx. Arrivato sulla terra riesce a impossessarsi dell'appena rinvenuta Star Saber oscura e a catturare Bumblebee, grazie al precedente erroneo rapimento di Fixit, Slipstream e Jetstorm. Lo scopo principale del suo ritorno è la cattura di sette particolari Minicon, che se collegati a un cybertroniano gli conferirebbero una forza maggiore a quella di un Prime. Dopo alcune complicazioni riesce nel suo intento, ma a fermare il suo malefico piano di vendetta contro Megatron e conquista arrivano gli Autobot accompagnati da Optimus Prime: ovviamente riescono a sconfiggerlo, separandolo dai Minicon, che rimangono illesi, Starscream invece resta in stato catatonico.

### Transformers: Cyberverse(2018-2020)
Starscream è apparso anche come antagonista principale nella serie animata Transformers: Cyberverse. A differenza delle precedenti incarnazioni del personaggio, lo rende ancora più malvagio, spietato, pericoloso, diabolico, crudele, ambizioso, vile, tirannico, egoista, arrogante, viscido, traditore e assetato di potere, in cui dimostra sempre come l'ex secondo in comando dei Decepticon e comandante dei Seekers prima che un fallito nel tentativo di rovesciare Megatron lo portasse alla morte. Dopo essere stato inavvertitamente rianimato da Cheetor, cercò di fondersi con l'Allspark per commettere un genocidio contro tutta la sua specie, indistintamente gli Autobot e i Decepticon. Quando fallisce il suo malvagio piano, divenne un Giudice Quintessenziano dopo aver tradito il suo popolo e l'Allspark; quindi dichiarò il suo universo colpevole e lo condannò a morte per tutti i crimini commessi contro di lui.

## Cinema
Viene chiamato con il nome originale di Starscream, quando si trasforma in un velivolo assume le sembianze di un F-22 Raptor, è l'antagonista secondario del primo film. Fa la sua prima apparizione dopo lo scongelamento di Megatron e vistose sono le scene che lo vedono combattere nella battaglia che poi avrà luogo a Mission City (nome di fantasia). Durante i titoli di coda lo si vede sfrecciare in cielo (presumibilmente verso Cybertron), lasciando così aperta una parentesi per il sequel. Ricompare come antagonista quaternario nel film Transformers - La vendetta del Caduto dove combatte la battaglia finale in Egitto, a fianco dei suoi maestri: Megatron e The Fallen (il Decepticon originale). Alla fine Optimus Prime mutila e sfigura Megatron, e uccide il Caduto, allora Starscream invita il suo padrone a fuggire. Ricompare nuovamente come antagonista quaternario nel film Transformers 3, dove aiuta Megatron a posizionare in tutto il mondo i pilastri di Sentinel Prime per il teletrasporto di Cybertron, ma viene ucciso da Sam che gli pianta una bomba nell'occhio. In Transformers - L'ultimo cavaliere compare la sua testa stranamente intatta. Il personaggio compare anche come antagonista minore nel film spin-off/prequel Bumblebee. Starscream ricomparirà nuovamente nel film d'animazione Transformers One.